# Alcippe
Alcippe és un gènere d'ocells passeriformes que forma la monotípica família dels alcipeids (Alcippeidae). Recentment s'ha reestructurat el gènere, que ha estat inclòs a altres famílies com els pel·lorneids i els timàlids.

## Taxonomia
Al gènere Alcippe s'incloïen moltes espècies que actualment s'han ubicat a la família dels paradoxornítids o sílvids i un grup de set espècies es va transferir al nou gènere Schoeniparus de la família dels pel·lorneids. Amb la reordenació de les espècies, actualment es troben antigues espècies d'aquest gènere a tres famílies: als gèneres Lioparus i Fulvetta en Paradoxornithidae, Schoeniparus en Pellorneidae, i Alcippe en Alcippeidae.
Segons la classificació del Congrés Ornitològic Internacional (versió 11.1, 2021) el present gènere està format per 10 espècies:
- alcipe rogenca (Alcippe poioicephala).
- alcipe cellanegra (Alcippe grotei).
- alcipe bruna (Alcippe brunneicauda).
- alcipe de Java (Alcippe pyrrhoptera).
- alcipe del Nepal (Alcippe nipalensis).
- alcipe de David (Alcippe davidi).
- alcipe de Huet (Alcippe hueti).
- alcipe caragrisa (Alcippe morrisonia).
- alcipe de Yunnan (Alcippe fratercula).
- alcipe muntanyenca (Alcippe peracensis).